# وسیم
وسیم (به هلندی: Wessem) یک منطقهٔ مسکونی در هلند است که در ماس‌خاو واقع شده‌است. وسیم ۲٬۲۱۰ نفر جمعیت دارد.